# Українська народна трудова партія
- Украї́нська трудова́ па́ртія (УТП) — заснована 18 жовтня 1917 у Києві, ідеологічно близька до Української Партії Соціалістів-Революціонерів. У ній брали участь переважно українські кооператори, лідером був Федір Крижанівський, який представляв УТП в Центральній і Малій Раді та в Українському Національному Союзі. УТП була малочисельна і не відіграла великої ролі.
- Українська Трудова Партія (також Трудова Партія, Українська Народна Трудова Партія) — назва галицької Національно-Демократичної Партії, ухвалена на партійному з'їзді 28 березня 1919 у Станиславові. Вона була найсильнішою галицькою партією в Українській Національній Раді (ЗУНР) і Генеральному Секретаріаті; до неї належав президент ЗУНР Євген Петрушевич і члени його уряду.

Народний Комітет УТП протестував проти Варшавської угоди уряду УНР з Польщею, яка визнавала приналежність Галичини до Польщі; 4 серпня 1921 — проти Ризького договору.
УТП заперечувала польську державність на українських землях, кваліфікувала польську владу як чужу окупацію і визнавала уряд ЗУНР під проводом Євгена Петрушевича за кордоном.
21 травня 1923 Народний з'їзд УТП протестував проти рішення Ради Амбасадорів 14 березня 1923, що віддала Галичину Польщі. Це рішення викликало значні розходження серед керівних кіл УТП. В її проводі позначився поділ на 3 групи:
1. т. зв. незалежна (орган «Наш Прапор»; лідери: Є. Евин, о. Олександр Стефанович, Ісидор Голубович), яка відкидала рішення Ради Амбасадорів, будь-яку спробу полагодити українсько-польські взаємини та підпорядкувалася закордонній групі партії з Євгеном Петрушевичем на чолі.
2. Впливова група «Діла», яка підкреслювала незалежність крайової політики від закордонних центрів, зокрема від групи Петрушевича, що тоді перейшов політично на радянофільство («група політичного реалітету»).
3. Група, яка покинула УТП і заснувала Українську Партію Національної Роботи.

Уже 1924 між цими 3 групами почалися переговори про консолідацію українського національно-демократичного табору, які призвели на з'їзді 11 липня 1925 до їх повного злиття в Українське національно-демократичне об'єднання (УНДО).